# Legbelső félelem
A Legbelső félelem (eredeti cím: Primal Fear) 1996-ban bemutatott amerikai jogi filmthriller, melyet Gregory Hoblit rendezett. A film alapjául William Diehl 1993-ban megjelent azonos című regénye szolgált. A főbb szerepekben Richard Gere, Laura Linney, John Mahoney, Alfre Woodard, Frances McDormand és Edward Norton látható – Norton ezzel a filmmel debütált színészként. 
Az Amerikai Egyesült Államokban 1996. április 3-án bemutatott film bevételi és kritikai sikert aratott. Norton színészi alakítását különösen dicsérték a kritikusok. A színész legjobb férfi mellékszereplőként számos díjat és jelölést szerzett: egy Golden Globe-díjat nyert, valamint Oscar- és BAFTA-díjakra is jelölték.

## Rövid történet
Egy sikeres chicagói ügyvéd pro bono elvállalja egy 19 éves félszeg ministránsfiú védelmét, akit egy érsek brutális meggyilkolásával vádolnak.

## Szereplők
| Szerep                | Színész           | Magyar hang    | Magyar hang      |
| Szerep                | Színész           | 1. szinkron    | 2. szinkron      |
| --------------------- | ----------------- | -------------- | ---------------- |
| Martin Vail           | Richard Gere      | Kovács István  | Szakácsi Sándor  |
| Aaron Stampler / Roy  | Edward Norton     | Bolba Tamás    | Simonyi Balázs   |
| Janet Venable         | Laura Linney      | Rudolf Teréz   | Für Anikó        |
| John Shaughnessy      | John Mahoney      | Bács Ferenc    | Végvári Tamás    |
| Miriam Shoat bírónő   | Alfre Woodard     | Zsolnai Júlia  | Ráckevei Anna    |
| Dr. Molly Arrington   | Frances McDormand | Varga Mária    | Kiss Mari        |
| Bud Yancy             | Terry O’Quinn     | Kárpáti Tibor  | Jakab Csaba      |
| Tommy Goodman         | Andre Braugher    | Laklóth Aladár | Viczián Ottó     |
| Joey Pinero           | Steven Bauer      | Kőszegi Ákos   | Galambos Péter   |
| Abel Stenner százados | Joe Spano         | Uri István     | Józsa Imre       |
| Martinez              | Tony Plana        | Karsai István  | N/A              |
| Richard Rushman érsek | Stanley Anderson  | Kardos Gábor   | Cs. Németh Lajos |
| Naomi Chance          | Maura Tierney     | Madarász Éva   | N/A              |
| Alex                  | Jon Seda          | Szokol Péter   | Minárovits Péter |

## Fogadtatás

### Bevételi adatok
A film a bemutató hétvégéjén első helyezést ért el a mozikban, 1983 filmszínházban összesen 9 871 222 dolláros bevételt termelve. Az amerikai mozikban három héten át első helyezett volt a bevételeket tekintve. Az észak-amerikai összbevétele 56 millió dollár lett, míg világszerte összesen 102,6 millió dolláros bevételt ért el.

### Kritikai visszhang

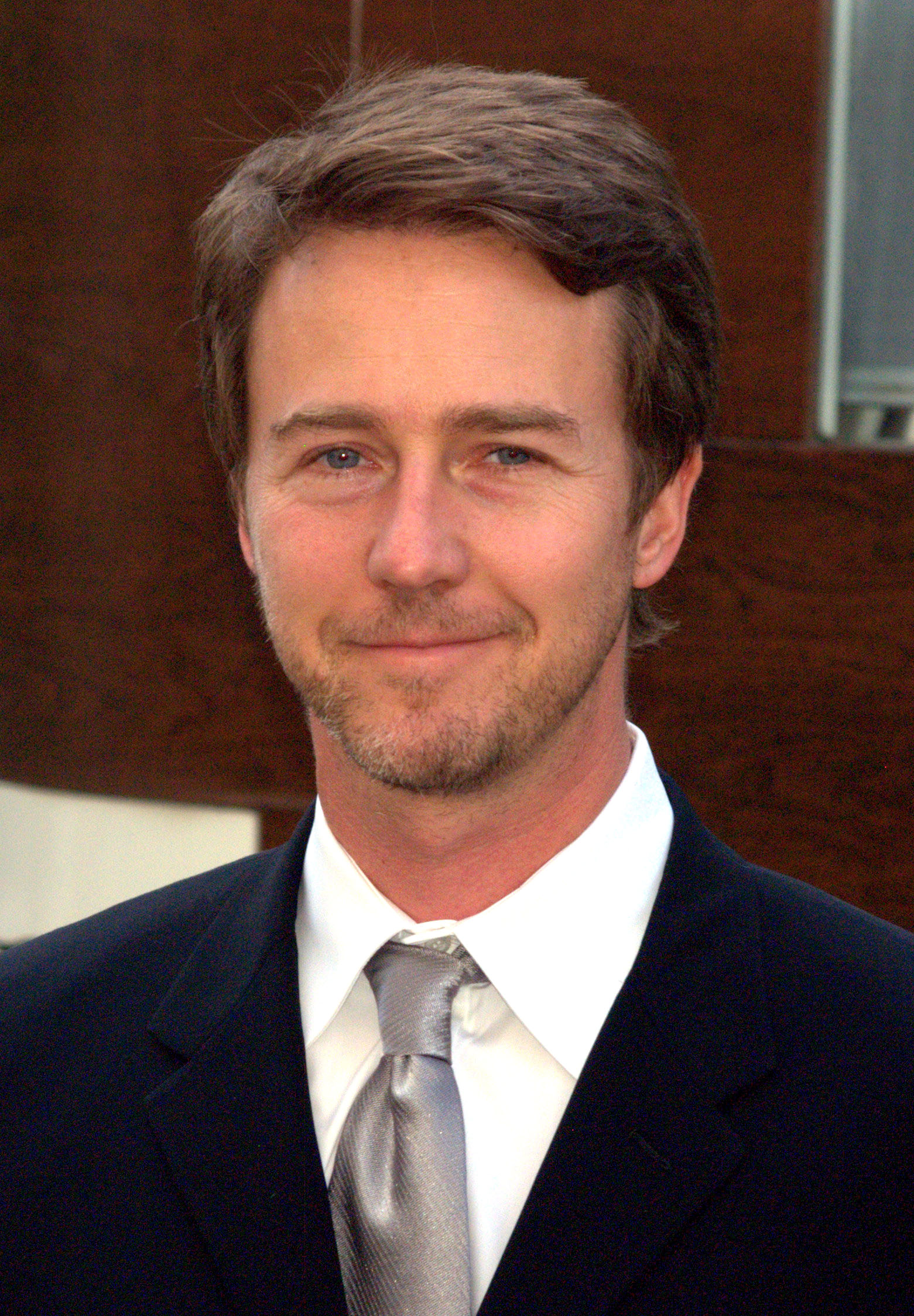
Edward Norton, aki ezzel a filmmel debütált a mozivásznon, kivívta a kritikusok elismerését és mellékszereplőként számos díjra jelölték

A Rotten Tomatoes weboldalon 47 kritika összegzése alapján 77%-os értékelést kapott. Az oldal összegzése szerint a Legbelső félelem „lényegre törő, de szórakoztató thriller, melyet Edward Norton kiváló alakítása tesz kiemelkedővé”.

### Fontosabb díjak és jelölések
| Díj              | Kategória                    | Jelölt        | Eredmény |
| ---------------- | ---------------------------- | ------------- | -------- |
| Oscar-díj        | Legjobb férfi mellékszereplő | Edward Norton | Jelölve  |
| BAFTA-díj        | Legjobb férfi mellékszereplő | Edward Norton | Jelölve  |
| Golden Globe-díj | Legjobb férfi mellékszereplő | Edward Norton | Elnyerte |
| MTV Movie Awards | Legjobb negatív szereplő     | Edward Norton | Jelölve  |
| Szaturnusz-díj   | Legjobb férfi mellékszereplő | Edward Norton | Jelölve  |

## Fordítás
- Ez a szócikk részben vagy egészben  a   Primal Fear (film) című angol Wikipédia-szócikk fordításán alapul.  Az eredeti cikk szerkesztőit annak laptörténete sorolja fel. Ez a jelzés csupán a megfogalmazás eredetét és a szerzői jogokat jelzi, nem szolgál a cikkben szereplő információk forrásmegjelöléseként.